# Hadrurus concolorous
Espèce
Synonymes
- Hadrurus concolor Stahnke, 1969

Hadrurus concolorous est une espèce de scorpions de la famille des Hadruridae.

## Distribution
Cette espèce est endémique du Mexique. Elle se rencontre en Basse-Californie du Sud et en Basse-Californie.

## Description
Le mâle décrit par Williams en 1970 mesure 103,7 mm et la femelle 104,8 mm.

## Publication originale
- Stahnke, 1969 : A review of Hadrurus scorpions (Vejovidae). Entomological News, vol. 80, no 3, p. 57-65 (texte intégral).